# Centropogon asclepiadeus
Centropogon asclepiadeus är en klockväxtart som först beskrevs av Carl Ludwig von Willdenow och Schult., och fick sitt nu gällande namn av Franz Elfried Wimmer. Centropogon asclepiadeus ingår i släktet Centropogon och familjen klockväxter. Inga underarter finns listade i Catalogue of Life.